# Río Torres
El río Torres es un río del sur de España perteneciente a la cuenca hidrográfica del Guadalquivir, que discurre en su totalidad por la provincia de Jaén.

## Toponimia
El topónimo Torres es de origen preárabe. Se formaría a partir de la raíz latina de la serie *tur/turr más la vocal -i- propia de muchos hidrónimos, en latín *turris o *turras. Posteriormente, la evolución fonética mozárabe así como la confusión por homonimia con el plural de la palabra torre producirían la transformación de Turras a Torres. De esta manera, se convirtió en un hidrónimo que dio nombre al pueblo de Torres, junto al que discurre. Se trata de un río de gran importancia para el municipio desde siglos atrás por la posibilidad que ofrece para el establecimiento de huertas en sus fértiles márgenes y como suministro de agua potable, visible en las hasta nueve fuentes de agua a las que alimenta.

## Curso
El Torres nace en la falda norte del cerro Almadén, dentro del parque natural de Sierra Mágina y desemboca en el río Guadalquivir a la altura de Puente del Obispo, entre esta localidad y la Hacienda La Laguna. Tiene una longitud de 25 km y drena una superficie de 101,6 km². Mueve un volumen cúbico anual medio de 4 hm³.
El río Torres se caracteriza por un régimen hídrico irregular, que alcanza su máximo nivel con el deshielo de Sierra Mágina. La red de canalización de la Laguna Grande parte de una pequeña presa que embalsa en el río Torres y lo desvía completamente de su cauce. La desviación se sitúa en las cercanías del cerro de Cabezagorda. La cota de esta obra se sitúa 110 m por encima del nivel de la laguna, la pendiente resultante es del 1%, lo que hace que las aguas fluyan por su propia energía sin necesidad de bombeo.
El agua del río Torres es utilizable para abastecimiento y para el baño, así como para la vida piscícola.

## Afluentes
Son numerosos los arroyos que van vertiendo sus algo en el río Torres, bien dentro de la Sierra Mágina o bien una vez dejada esta y adentrádose en la campiña. Algunos de los afluentes que vierten sus aguas al río Torres son los siguientes: Arroyo Salado, Arroyo Peñasprietas, Arroyo de las Piedras, Arroyo de Pulpite, Arroyos del Barranco del Pinar, del Barranco del Coscojar, del Barranco del Zamarrón y del Barranco del Arroyuelo, Arroyo de las Fresnedas, Arroyo de los Prados, Arroyo de Aguas Blancas, y por último, el Arroyo de la Víbora y el Arroyo del Cañaón, cuya unión determina el nacimiento del río Torres.
Otros consideran que no esta unión, sino la que se produce un poco más aguas abajo, la del Arroyo de Aguas Blancas con el de la Víbora, la que determina la formación del río.

## Energía hidráulica
A lo largo del río Torres y sus afluentes se han inventariado dos centrales minihidráulicas (en desuso, de potencia 56 kVA): La Puente y la Fuenmayor, dos instalaciones hidráulicas con algunos datos datos desconocidos: Sto. Domingo-P. Molinos (77 kVA) y la Fábrica de los Cobos, y los molinos de: Molino de D. Marcos, Molino Bajo, Molino de En medio y Molino de Arriba.